# Galantuomini

Galantuomini est un film italien réalisé par Edoardo Winspeare et sorti en 2008.

## Synopsis
À Lecce, dans les années 1990, Ignace est un juge respecté, récemment revenu à la ville après avoir travaillé de nombreuses années dans le nord du pays. Il revoit Lucia, la femme qu'il a toujours secrètement aimée depuis l'enfance. Elle travaille comme représentant en parfumerie, mais ce métier n'est qu'une couverture. En fait, Lucia est le bras droit de Carmine Za, un des chefs de la Sacra Corona Unita, une organisation criminelle qui a atteint son apogée en puissance et en férocité. Ignace retrouve également son ami d'enfance Fabio qui formait avec Lucia un trio inséparable une trentaine d'années auparavant, dans leur jeunesse.
Quand Fabio est retrouvé mort pour avoir consommé une dose de drogue mal coupée, l'affaire est attribuée à Ignace. Mais, en essayant de démanteler le trafic de drogue, dirigé par la Sacra Corona Unita, il découvre que non seulement Lucia y est impliquée, mais qu'elle est en fait une sorte de patron du crime organisé et demande à démissionner de l'affaire. Mais une nuit, après une fusillade entre gangs rivaux, Lucia frappe à la porte d'Ignace.

## Distribution
- Donatella Finocchiaro : Lucia
- Fabrizio Gifuni : Ignazio
- Giuseppe Fiorello : Infantino
- Giorgio Colangeli : Carmine Za
- Gioia Spaziani : Laura
- Marcello Prayer : Barabba
- Lamberto Probo : Fabio
- Antonio Carluccio: Donato
- Fabio Ponzo
- Antonio Perrotta : Claudio
- Claudio Giangreco : Pino
- Lorenzo Nicoli : Biagio
- Federico Codacci : Ignazio Bimbo

## Sortie
Présenté en compétition au Festival international du film de Rome en 2008, le film est sorti dans les cinémas italiens le 21 novembre 2008.

## Prix et récompenses
Donatella Finocchiaro a remporté le Marc-Aurèle d'argent de la meilleure actrice au Festival international du film de Rome en 2008 et a été nommée pour le prix de la meilleure actrice au David di Donatello 2009 et au Ruban d'argent.